# Gmina Gostiwar
Gmina Gostiwar (mac. Општина Гостивар) – gmina miejska w północno-zachodniej Macedonii Północnej.
Graniczy z gminami: Gmina Mawrowo i Rostusza od południowego zachodu, Kiczewo od południa, Makedonski Brod od południowego wschodu, Brwenica od północnego wschodu, Wrapcziszte od północy oraz z Kosowem od północy i Albanią od zachodu.
Skład etniczny
- 66,37% – Albańczycy
- 19,77% – Macedończycy
- 9,95% – Turcy
- 2,79% – Romowie
- 1,12% – pozostali

W skład gminy wchodzą:
- miasto: Gostiwar;
- 34 wsie: Balin Doł, Bełowiszte, Brodec, Czajle, Czegrane, Debresze, Dołna Bańica, Dołna Dzonowica, Dołno Jełowce, Forino, Gorna Bańica, Gorna Dzonowica, Gorno Jełowce, Korito, Kunowo, Lakawica, Lesznica, Mało Turczane, Merdita, Mitrowi Krsti, Padaliszte, Peczkowo, Simnica, Srbinowo, Strajane, Suszica, Rawen, Reczane, Trnowo, Tumczewiszte, Wrutok, Zdunje, Żełezna Reka.